# William H. Hill (Komponist)
William Herbert Hill (* 27. Dezember 1930 in Paris (Texas); † 16. Dezember 2000) war ein US-amerikanischer Komponist, Dirigent und Musikpädagoge.

## Leben
William H. Hill erhielt seinen ersten Musikunterricht bereits im Alter von vier Jahren von seiner Mutter Audrey Hayes Hill. Als Kind erlernte er das Saxophon und war Mitglied verschiedener Schüler- und Gemeindeblasorchester. 1948 begann Hill sein Musikstudium an der University of Northern Colorado; er erlangte 1952 einen Bachelor of Arts sowie 1954 einen Bachelor of Music und schloss 1955 mit einem Master of Arts sein Studium vorläufig ab. Daneben war Hill Mitglied des Philharmonieorchesters von Greeley und diente von 1950 bis 1953 als Musiker bei der 529th U.S. Air Force Band.
1955 wurde Hill Lehrbeauftragter für Blasinstrumente und stellvertretender Dirigent der Blasorchester an der East Texas State University; 1958 übernahm er die Leitung der Blasorchester. 1963 verließ Hill Texas, um noch einmal zu studieren, und wechselte dazu an die University of California, Los Angeles. In den nächsten sechs Jahren lehrte und studierte er dort; in den Sommermonaten gab er zudem Unterricht am Adams State College in Colorado und von 1966 bis 1969 betätigte er sich nebenbei als Lehrer für Saxophon, Arrangieren sowie als Blasorchesterdirigent an der Arizona State University.
Von 1972 bis 1982 arbeitete Hill an der California State University. Dort baute er das Blasorchesterprogramm, das zu dem Zeitpunkt aus nur einem Orchester mit 27 Musikern bestand, komplett neu auf. Daneben leitete er die Abteilung für Blasinstrumente.
Hill komponierte nicht nur für Blasorchester, sondern auch für kleinere Bläserbesetzungen, Symphonieorchester und Chor. Daneben war er ein international gefragter Gastdirigent und Referent auf Blasorchester-Workshops.

## Werke für Blasorchester
- 1966 Men of Custer, Marsch
- 1968 Big Red Machine, Marsch
- 1969 Latinade
- 1971 Sea of Gold, Marsch
- 1972 Sioux Variants
- 1973 Elegy for a Watchmaker
- 1973 Sonitus Revelationis
- 1974 Konzert für Trompete
- 1974 Western Folk Song Suite
- 1975 Konzert für Jazzband und Bläser-Ensemble
- 1975 Sacred Service
- 1975 Statement for a Nation
- 1976 Konzert für Percussion und Bläser-Ensemble
- 1976 Konzert für Euphonium
- 1976 A Norman Rockwell Suite
- 1977 Kyrie and Gloria
- 1977 Loma Alta Serenade
- 1977 Meet Our Sections, Hear Our Bands
- 1977 Song and Dance, für Bassposaune
- 1978 Dances Sacred and Profane
- 1978 Konzert für Posaune
- 1978 Erste Symphonie für Blasorchester
- 1979 Saint Anthony Variations
- 1980 Cosmos Suite
- 1980 Dramatic Prologue
- 1981 Zweite Symphonie für Blasorchester
- 1982 Fantasy on „O For a Thousand Tongues to Sing“
- 1984 First Suite
- 1984 Suite für Trompete
- 1985 Dritte Symphonie für Blasorchester
- Petite Suite, für Altsaxophon

## Auszeichnungen
1977 konnte Hill für seine Komposition Dances Sacred and Profane den Sousa/ABA/Ostwald Award des amerikanischen Blasmusikverbandes American Bandmasters Association gewinnen; 1981 wurde er zu dessen Mitglied ernannt. Außerdem erhielt Hill den Outstanding Alumni Award der University of Northern Colorado sowie mehrere ASCAP Serious Music Awards.

## Aufnahmen
- The Compositions of William H. Hill (1978, Golden Crest Records), Wind Ensemble der California State University, William H. Hill (Dirigent).[4]
- First Chair Honor Band (1978, California State University, AEA 1172), Wind Ensemble der California State University, William H. Hill (Dirigent).